# Prapat Janji
Prapat Janji is een bestuurslaag in het regentschap Asahan van de provincie Noord-Sumatra, Indonesië. Prapat Janji telt 2785 inwoners (volkstelling 2010).